# Phytomyza ruficeps
Phytomyza ruficeps är en tvåvingeart som beskrevs av Zlobin 1997. Phytomyza ruficeps ingår i släktet Phytomyza och familjen minerarflugor. Inga underarter finns listade i Catalogue of Life.